# (35391) 1997 XN3
1997 XN3 (asteroide 35391) é um asteroide da cintura principal. Possui uma excentricidade de 0.15107730 e uma inclinação de 3.76950º.
Este asteroide foi descoberto no dia 3 de dezembro de 1997 por ODAS em Caussols.